# Хвощёвка (Алтайский край)
Хвощёвка — упразднённый посёлок в Залесовском районе Алтайского края. На момент упразднения входил в состав Пещерского сельсовета. Исключен из учётных данных в 1983 году.

## География
Располагался на левом берегу реки Урап в месте впадения в неё реки Хмелёвка, на расстоянии приблизительно 1 км (по-прямой) к юго-востоку от села Гуниха.

## История
Основан в 1908 году. В 1928 году состоял из 33 хозяйств. В административном отношении входил в состав Гунихинского сельсовета Залесовского района Барнаульского округа Сибирского края.
Решением Алтайского КИКа от 11 ноября 1983 года № 381/2 населённый пункт, исключен из учётных данных.

## Население
По данным переписи 1926 года в поселке проживало 195 человек (94 мужчины и 101 женщина), основное население — русские.